# Shenzhen I/O
Shenzhen I/O est un jeu vidéo de puzzle développé par Zachtronics pour les systèmes d'exploitations Linux, Microsoft Windows et Mac OS. Le jeu a été publié en novembre 2016.

## Système de jeu
Shenzhen I/O est un jeu vidéo de réflexion dans lequel le joueur incarne le rôle d'un ingénieur en électronique travaillant en Chine pour une entreprise de l'industrie électronique : Shenzhen Longteng Electronics,. L'histoire se déroule dans un futur proche. Le joueur a pour objectif de créer des produits pour différents clients, ce qui implique l'implémentation de circuits électroniques et l'écriture du code qui sera exécuté par les différents composants,.

## Développement et sortie
Shenzhen I/O est développé par Zachtronics. Le jeu est considéré comme la suite de leur titre précédent : TIS-100 (en), un jeu de réflexion sorti en 2015. Shenzhen I/O a été conçu pour un public similaire, à savoir les personnes intéressées par la programmation informatique. Contrairement à TIS-100, le jeu propose une interface plus accessible ainsi qu'un scénario avec différents personnages.
Zachtronics annonce Shenzhen I/O en septembre 2016 et en sort une version en accès anticipé sur Steam en octobre 2016. L'accès anticipé prend fin le 17 novembre 2016, date de sortie officielle du jeu,.

## Accueil
Une critique de Shenzhen I/O a été réalisée par Brendan Caldwell pour le site Rock, Paper, Shotgun.
Malgré un prix de vente supérieur à son prédécesseur TIS-100, Zachtronics a observé que les ventes de Shenzhen I/O durant l'accès anticipé ont été plus rapides.